# Mirosław Pluta
Mirosław Stanisław Pluta (ur. 9 marca 1960 w Baranowie Sandomierskim) – polski polityk, nauczyciel i samorządowiec, burmistrz Baranowa Sandomierskiego (2002–2010), starosta tarnobrzeski (2010–2011), poseł na Sejm VI i VII kadencji.

## Życiorys
Ukończył w 2001 studia z zakresu socjologii w filii Katolickiego Uniwersytetu Lubelskiego w Stalowej Woli. Został później doktorantem na UMCS. W 2003 ukończył także studia podyplomowe z wychowania fizycznego na Politechnice Radomskiej. Pracował jako nauczyciel w szkołach podstawowych i gimnazjalnych. Prowadził również własną działalność gospodarczą.
W II turze wyborów w 2002 został wybrany na urząd burmistrza miasta i gminy Baranów Sandomierski z ramienia komitetu „Wspólna Droga Prawicy”. W 2006 z powodzeniem ubiegał się o reelekcję, wygrywając w I turze. W wyborach w 2007 bez powodzenia startował do Sejmu w okręgu rzeszowskim z listy Platformy Obywatelskiej.
W 2010 kandydował wyłącznie do rady powiatu tarnobrzeskiego, uzyskując mandat. Powołany został następnie na stanowisko starosty tego powiatu IV kadencji. W 2011 objął mandat poselski, z którego zrezygnował Jan Tomaka. W wyborach w tym samym roku z powodzeniem ubiegał się o reelekcję, dostał 12 812 głosów. W wyborach do Parlamentu Europejskiego w 2014 startował z listy PO w okręgu nr 9 w Rzeszowie i nie uzyskał mandatu eurodeputowanego, zdobywając 4783 głosy. W 2015 nie został natomiast ponownie wybrany do Sejmu. W 2018 powrócił w skład rady powiatu tarnobrzeskiego. W tym samym roku powołany na stanowisko zastępcy prezydenta Tarnobrzega; funkcję tę pełnił do 2024.

## Odznaczenia
W 2014 odznaczony Brązową Odznaką „Zasłużony dla Ochrony Przeciwpożarowej”.